# Volley Masters Montreux 1991
IV Volley Masters Montreux kobiet odbył się w 1991 roku w Montreux w Szwajcarii. W turnieju wystartowało 8 reprezentacji. Mistrzem po raz pierwszy została reprezentacja ZSRR.

## Klasyfikacja końcowa
| Miejsce | Reprezentacja     |
| ------- | ----------------- |
|         | ZSRR              |
|         | Stany Zjednoczone |
|         | Kuba              |
| 4.      | Chiny             |
| 5.      | Korea Południowa  |
| 6.      | Holandia          |
| 7.      | Czechosłowacja    |
| 8.      | Szwajcaria        |